# Ateneu de Nàucratis
Ateneu (en grec antic: Ἀθήναιος Nαυκρατίτης, Athēnaios Naukratitēs; en llatí: Athenaeus Naucratita) fou un gramàtic i literat natural de Nàucratis, una colònia grega a Egipte fundada en temps del faraó Psamètic I per gent de Milet al segle vii aC a la costa de la zona del Delta del Nil. La seva època exacta és desconeguda, atès que la Suda diu que va viure en temps de Marcus, que podria ser Marc Aureli o Caracal·la. Per alguns fets, es pot suposar que va néixer sota Marc Aureli, però va viure i florir sota Caracal·la. Part del seu treball fou fet després del 228, ja que en alguna obra esmenta la mort d'Ulpià (que, segons Dió Cassi, va morir el 228). Es conserva la seva obra Deipnosophistae (Els Deipnosofistes o El sopar dels erudits), una col·lecció d'anècdotes. Ell mateix explica que havia fet 800 extractes només de comèdies.

## Obres
El mateix Ateneu afirma que ell era l'autor d'un llibre sobre la thratta (un tipus de peixos esmentat per Arquip d'Atenes i altres poetes còmics) i d'una història dels reis de Síria. Les dues obres s'han perdut.

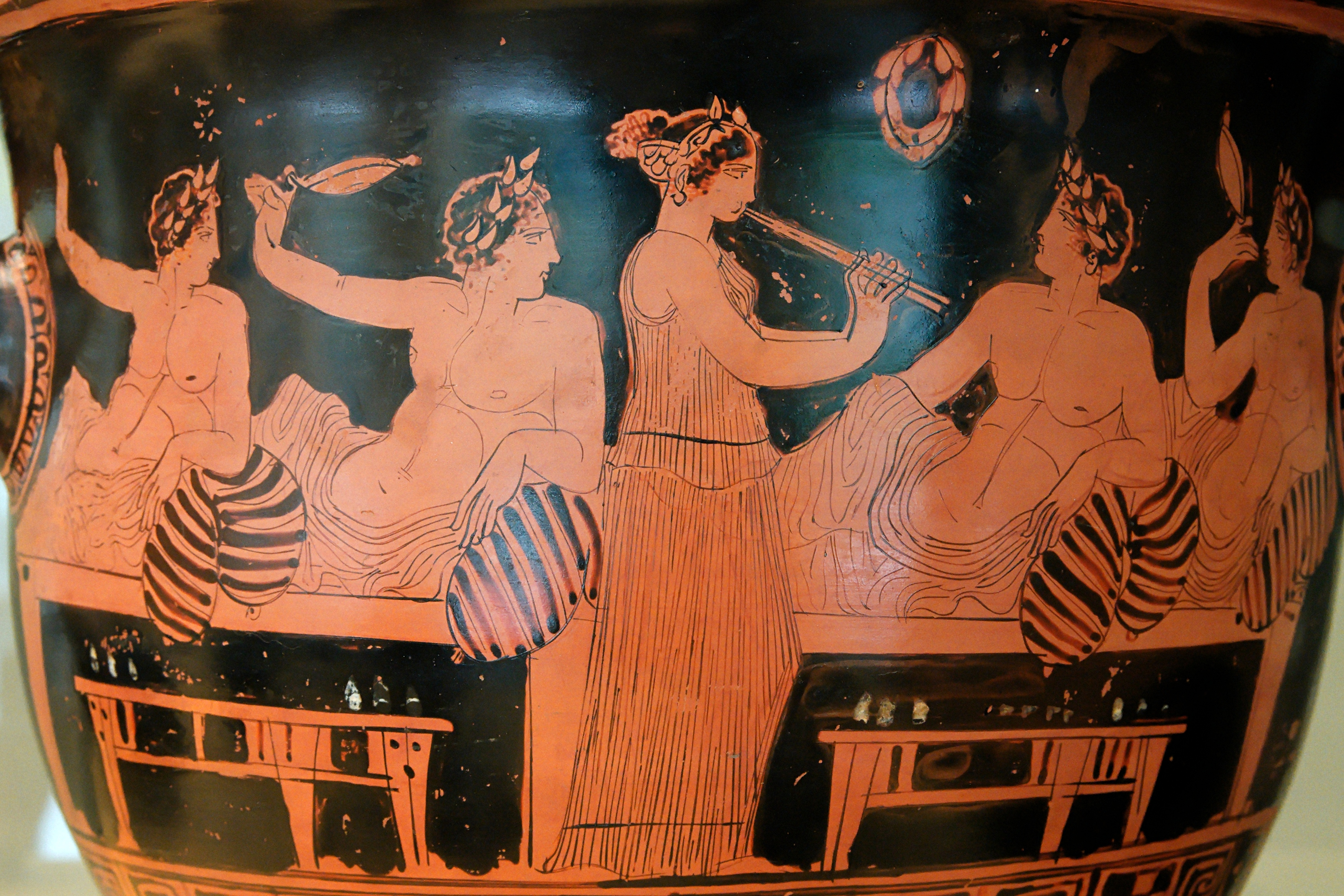
Els Deipnosofistes pertany a una tradició literària inspirada per l'ús del banquet grec. Comensals jugant a còtabos mentre que una música toca l'aulos, decoració per l'artista Nicias/Nikias

### El sopar dels erudits

Deipnosophistae, 1535

Els Δειπνοσοφισταί (Deipnosophistae), títol que se sol traduir per El sopar dels erudits, sobreviu en quinze llibres. Els primers dos llibres, i parts del tercer, onzè i quinzè, es conserven només en un epítom, però d'altra banda l'obra sembla completa. Es tracta d'un immens magatzem d'informació, principalment en les qüestions relacionades amb el menjar, però que també conté comentaris sobre música, cançons, balls, jocs cortesans i luxúria. Ateneu menciona prop de 800 escriptors i 2.500 obres diferents, dona extractes dels escrits de poetes, historiadors, dramaturgs, filòsofs, oradors i metges, sobre fets d'història natural, crítiques i discussions sobre gairebé tots els temes imaginables, especialment sobre Gastronomia. Un dels seus personatges (no necessàriament a identificar amb el mateix autor històric) es vana d'haver llegit ell a soles 800 obres de la comèdia mitjana atenesa. Si no fos per Ateneu, una gran quantitat d'informació valuosa sobre el món antic s'hauria perdut, i molts autors de l'antiguitat grega, com ara Arquèstrat, serien gairebé o totalment desconeguts. El llibre XIII, per exemple, és una important font per a l'estudi de la sexualitat en la Grècia clàssica i hel·lenística.
El Deipnosophistae afirma ser un relat recitat per un individu anomenat Ateneu al seu amic Timòcrates que li explica un banquet celebrat a la casa de Larentius (Λαρήνσιος), un ric col·leccionista de llibres i un mecenes de les arts. És, per tant, un diàleg dins d'un diàleg, a la manera de Plató, encara que la conversa s'estén fins a tenir una longitud enorme. Els temes per a la discussió general sorgeixen del curs del sopar mateix, però s'estenen als assumptes literaris i històrics de tota classe, inclosos els abstrusos punts de la gramàtica. S'inclouen llargues citacions i discussions complexes introduïdes a propòsit d'algun incident insignificant que destorben la forma del diàleg, de manera que abans d'acabar el discurs ja no se sap qui era l'orador. Si no fos per la quantitat d'informació recollida, seria qualificat de llibre farragós.